# ليليان أودونيل
ليليان أودونيل (بالإنجليزية: Lillian O'Donnell)‏ (15 مارس 1926، ترييستي في إيطاليا - 2 أبريل 2005، نيويورك في الولايات المتحدة)؛ روائية أمريكية.

## روابط خارجية
- ليليان أودونيل على موقع IMDb (الإنجليزية)